# Balas & Bolinhos
Balas & Bolinhos (portugiesisch für: Kugeln und Kroketten, gemeint sind die Bolinhos de Bacalhau) ist eine portugiesische Kriminalkomödie des Regisseurs Luís Ismael aus dem Jahr 2000.
Der Low-Budget-Film war der erste Teil einer Balas & Bolinhos-Trilogie. Dank der überzeichneten Charaktere und deren ungezügelter Umgangssprache mit viel Lokalkolorit hatte der Film unerwartet viele Zuschauer und erreichte einen anhaltenden Kultstatus vor allem bei einem eher jungen Publikum. 2004 folgte Balas & Bolinhos – O Regresso, 2012 Balas & Bolinhos – O Último Capítulo.

## Handlung
Tone ist der Kopf einer Gruppe von erfolglosen Kleinkriminellen in einer Industrievorstadt von Porto. Als er aus dem Gefängnis entlassen und von seiner Freundin und seinen drei Kumpanen freudig empfangen wird, eröffnet er ihnen seine neusten Ideen. Er kann sie mit der Aussicht auf reiche Beute locken, und sie folgen seinem Plan eines todsicheren Raubüberfalls. Doch ungeschickte Zwischenfälle und ihre trottelige Art lassen ihren Plan in einer unglücklichen Kette von Missgeschicken scheitern.

## Produktion und Rezeption
Eine Gruppe aus dem Filmfreunde-Verein AACV ihres Heimatortes Valongo (Associação de Artes Cinematográficas de Valongo) um Regisseur Luís Ismael drehte und produzierte den Film in Eigenregie, mit einem Budget von lediglich 1.500,00 Euro, davon ein finanzieller Zuschuss des öffentlichen Jugendinstituts IPJ (Instituto Português da Juventude). Sie übernahmen auch alle Filmrollen selbst und drehten ihn in ihrem vertrauten Umfeld im Großraum Porto.
Der Film feierte seine Premiere im Februar 2001 auf dem Fantasporto Filmfestival, wo er vom Publikum mit Begeisterung aufgenommen wurde.
Er lief danach in einigen portugiesischen Kinos, wo er zu einem überraschenden Publikumserfolg wurde. Auch im Fernsehen SIC Radical, dem Jugendsender des privaten Fernsehsenders SIC, lief er, erstmals am 10. März 2003, und verstärkte so die Aufmerksamkeit für den Film bei einem jungen Publikum.
Balas & Bolinhos erschien erstmals 2004 in Portugal als DVD mit Bonusmaterial, bei Lusomundo.
Am 2. März 2019 lief er erstmals im Free-TV, im öffentlich-rechtlichen Sender RTP2, wo er am 11. Juli 2020 wiederholt wurde.